# Herkulov toranj
Herkulov toranj (galicijski i španjolski: Torre de Hércules) je starorimski svjetionik na otoku koji je oko 2,4 km udaljen od središta grada A Coruña, Galicija, Španjolska. Svjetionik je visok 55 metara i s njega se pruža pogled na sjevernoatlansku obalu Španjolske. Nakon svjetionika Chipiona, drugi je po visini u Španjolskoj. Svjetionik je španjolski nacionalni spomenik i svake godine ga posjeti preko 149 400 posjetitelja (2009.). Dana 27. lipnja 2009. godine upisan je na UNESCO-ov popis mjesta svjetske baštine u Europi.
Iako se pretpostavlja da su ga izgradili Feničani, sigurno je da ga je obnovio rimski car Trajan. Naselje u kojemu se nalazi svjetionik - "Corunna", ime duguje od latinske riječi "columna", što znači stup. Svjetionik je do 20. st. bio poznat kao Farum Brigantium, gdje je latinski farum trebalo podsjećati na slavni starogrčki Aleksandrijski svjetionik na otoku Pharosu. Ovaj skoro 1900 godina star svjetionik obnovljen je u izvornom obliku 1791. godine, i najstariji je rimski svjetionik koji je još uvijek u uporabi. Oko svjetionika izgrađen je park sa skulpturama kipara Pabla Serrana i Francisca Leira.
- Herkulov toranj iznad mora
- Herkulov toranj
- Skulpture u parku svjetionika
- Breogánova skulptura ispred tornja
- Herkulov toranj noću

## Vanjske poveznice
- Službena stranica
- Fotografije i vizalna objašnjenja